# Thyella-klass
Thyella-klass är en fartygsklass bestående av fyra jagare som beställdes av grekiska flottan före första världskriget när den grekiska regeringen inledde en marin uppbyggnad efter att ha förlorat grek-turkiska kriget 1897. Dessa fyra fartyg beställdes från Storbritannien 1905 och var bland de sista fartygen som byggdes på skeppsvarvet Yarrow vid Cubitt Town, London innan sin flytt till Clyde.
Klassen bestod av fyra jagare: Lonchi, Nafkratousa, Sfendoni och Thyella.